# Silver Creek (Nebraska)
Silver Creek è un comune degli Stati Uniti d'America, situato nello Stato del Nebraska, nella Contea di Merrick.